# Dhading Besi
Dhading Besi, tegenwoordig Kumpur genaamd, is dorpscommissie in het centrum van Nepal, en tevens de hoofdplaats van het district Dhading. Het woord besi of bensi betekent in het Nepalees laagvlakte. De plaats is gesitueerd langs 2 rivieren: de Arung en de Thopal khola